# شینه‌ایدر
شهرستان شینه‌ایدِر یا ایدرِ نو (به زبان مغولی: Шинэ-Идэр сум، [Šine-Inder sum]؛ ᠰᠢᠨ᠎ᠡ ᠢᠳᠡᠷ ᠰᠤᠮᠤ، [šin-e inder sumu]) یک شهرستان (سُوم) در مغولستان است که در استان خوفسگول واقع شده‌است.

## تقسیمات اداری
شهرستان شینه‌ایدِر متشکل از ۴ قصبه (باغ) می‌باشد، شامل:
- بایان‌جورخ (مغولی: Баянзүрх баг، [Bajanzürx bag]؛ ᠪᠠᠶᠠᠨ ᠵᠢᠷᠦᠬᠡ ᠪᠠᠭ، [bayan jirüke baɣ])
- بایان‌نور (مغولی: Баяннуур баг، [Bajannuur bag]؛ ᠪᠠᠶᠠᠨ ᠨᠠᠭᠤᠷ ᠪᠠᠭ، [bayan naɣur baɣ])
- سانگین دالای (مغولی: Сангийн далай баг، [Sangijn dalaj bag]؛ ᠰᠠᠩ ᠤ᠋ᠨ ᠳᠣᠭᠤᠳᠤ ᠪᠠᠭ، [saŋ-un toluɣai baɣ])
- نوخت (مغولی: Нүхт баг، [Nüxt bag]؛ ᠨᠤᠬᠡᠲᠤ ᠪᠠᠭ، [nüketu baɣ])